# Räddningsstation Barsebäckshamn
Räddningsstation Barsebäckshamn är en av Sjöräddningssällskapets räddningsstationer.
Räddningsstation Barsebäckshamn ligger i Barsebäckshamn. Den inrättades 1962 och har 29 frivilliga indelade i fyra jourlag som tillsammans har beredskap dygnet runt årets alla dagar.

## Stationens förutsättningar
Räddningsstation Barsebäckshamns upptagningsområde ligger mellan Öresundsbron och Ven. Det överlappar med grannstationerna Räddningsstation Råå i norr och Räddningsstation Lomma i söder samt på den danska sidan av Öresund med Dansk Søredningsselskabs räddningsstation DSRS København. Området karaktäriseras av långa och mestadels grunda stränder och har varierande sydlig eller nordlig ström i området. Utanför Landskrona och Barsebäckshamn finns dolda och farligt grunda områden i form av Kulegrundet, Skabbrevet, Valgrundet samt invid Saltholm på danska sidan. 
Vid större insatser och sök efter försvunna personer organiseras gemensamma insatser med både danska och svenska myndigheter, varvid engelska pratas över radion för att inte förväxla närliggande ord. Oftast finns den närmsta helikopterresursen att bistå i dessa insatser i Danmark.

## Räddningsfarkoster
- 11-02 Rescue Sparbanksstiftelsen Öresund, ett 11,5 meter långt räddningsfartyg av Postkodlotterietklass, byggt 2013
- 8-47 Rescue Sten Clas, en 8,4 meter lång öppen räddningsbåt av Gunnel Larssonklass, byggd 2017
- 3-71 Rescuerunner ER-HO Bygg, byggd 2021

## Tidigare räddningsfarkoster
- Räddningsbåt Bertram, en öppen mindre plastbåt med två utombordare på vardera 110 hk, byggd 1962
- Räddningskryssare Gustav V, införskaffad 1963 efter att den första räddningsbåten havererat
- Rescue Jarl Malmros, en 14,1 meter lång räddningskryssare i aluminium, byggd 1970 på Djupviks varv på Tjörn och avyttrad 2006
- Rescue Lionsund, byggd 1995
- Rescue Margit Engellau, tidigare från 1987 på Räddningsstation Fjällbacka, till 2005 på Räddningsstation Trosa samt på Räddningsstation Lomma från 2011
- Rescue Billy Danielsson av Gunnel Larssonklass, byggd 2008 och från 2017 på Räddningssatation Mönsterås
- Rescuerunner 3-49 ER-HO, byggd 2012

## Uppsyningsmän
1. Sture Johannesson 1962
2. Nils Allan Johannesson
3. Allan Nilsson
4. Jan Grönstrand 1985 - 2000
5. Rolf Johnsson 2000 - 2007
6. Sven-Ingar Ivarsson 2007 - 2009
7. Göran Garmer 2009 - 2012
8. Fredrik Winbladh 2012 -

## Historik
Räddningsstationen i Barsebäck grundades 1962 av Marianne Piper och dåvarande landshövdingen Gösta Netzén 1962. Då införskaffades en öppen plastbåt med två utombordare på vardera 110 hk. Den höll bara i ett år, varefter sedan den gick av på mitten. Året efter förvärvades en större båt, som var mer byggd för sjöräddning, och som tjänstgjorde under namnet Gustav V till 1970.
Jarl Malmros i aluminium blev nästa räddningskryssare, donerad av Rederi AB Malmros i Trelleborg. Hon tjänstgjorde i 36 år. År 1987 byggdes Malmros om till större hytt och nya motorer, två turbodieslar på vardera 300 hk.
På 1990-talet öppnades en understation till Räddningsstation Barsebäckshamn i Lomma med Rescue Lionsund, en öppen räddningsbåt med vattenjet. År 2000 blev RS Lomma en egen självständig station.
År 2006 togs Jarl Malmros ur tjänst och ersattes tillfälligt av Rescue Margit Engellau av Eskortenklass. Hon kompletterades av Rescue Billy Danielsson 2008. År 2011 startade stationen en insamling för en ersättare till Jarl Malmros, som pågick september–december och resulterde i medel för Rescue Sparbanksstiftelsen Öresund och sedermera också till Rescuerunner ER-HO Bygg. År 2013 fick stationen ett nytt stationshus av ER-HO Bygg AB, innehållande verkstad, inbyggd bränsletank och besättningsrum.